# 仲本沙織
仲本 沙織（なかもと さおり、1987年7月13日 - ）は、日本の女性モデル。神奈川県出身、同県在住、161センチメートル。ギャルママ雑誌『I LOVE mama〔アイラブママ〕』の専属モデルの一人。20歳での妊娠を機に結婚するもDVを理由に離婚、以来シングルマザーとして一女とともに暮らしている。

## 出演

### 雑誌
- 『I LOVE mama』 専属

### テレビ
- 『プリママ』（2011年4月2日 - 、KBS京都） 共／日菜あこ、野田華子、大工原里美、木口千佳、孫きょう、新井千佳、白井ゆかり、白戸彩花、鈴木明理[6]
- 『『ぷっ』すま』（2011年5月17日、テレビ朝日）[7] ― 野田華子、木口千佳、白戸彩花、中津由香里、久保綾音、亀澤有未、大城真帆、岩田まいり、川端さき、杉山優美、津久井奈津実、青沼萌子も出演[8]